# Crittografia end-to-end
La crittografia end-to-end (E2EE) (lett. "da un estremo all'altro") è un sistema di comunicazione cifrata nel quale solo le persone che stanno comunicando possono leggere i messaggi.
In principio, essa evita che terze parti, compresi gli Internet Service Provider e i gestori delle reti di telecomunicazione, possano leggere o alterare i messaggi scambiati tra due persone.
In pratica agli intermediari non è consentito l'accesso alle chiavi di cifratura, evitando così tentativi di sorveglianza o alterazione dei messaggi scambiati.
In molti sistemi di messaggistica, tra cui la posta elettronica e molte altre chat, i messaggi passano attraverso intermediari e vengono archiviati da terze parti, da cui vengono recuperati dal destinatario. Anche se i messaggi sono cifrati, in genere vengono crittografati solo "in transito" e vengono archiviati "in chiaro" da terze parti. Ciò consente alle terze parti di fornire funzionalità aggiuntive, come la ricerca, o di cercare contenuti illegali e inaccettabili, ma significa anche che i messaggi possono essere letti e utilizzati in modo improprio da chiunque abbia accesso a essi sul sistema di terze parti. Ciò può essere visto come una preoccupazione in molti casi in cui la privacy è molto importante, come persone che vivono sotto governi repressivi, informatori, sorveglianza di massa, aziende la cui reputazione dipende dalla loro capacità di proteggere dati di terze parti, trattative e comunicazioni che sono abbastanza importanti da avere un rischio di "hacking" mirato e in cui sono coinvolti dati sensibili come la salute e informazioni sui minori.
La crittografia end-to-end ha lo scopo di impedire la lettura o la modifica segreta dei dati, ad eccezione del vero mittente e dei destinatari. I messaggi vengono cifrati dal mittente, ma la terza parte non ha un mezzo per decifrarli e li memorizza in forma cifrata. Il destinatario recupera i dati cifrati e li decodifica da sé.
Poiché nessuna terza parte è in grado di decifrare i dati comunicati o archiviati, per esempio, le aziende che usano la crittografia end-to-end non sono in grado di rilasciare alle autorità i testi decifrati delle comunicazioni che avvengono tra i loro utenti.

## Descrizione
Questo tipo di crittografia garantisce la sicurezza da un estremo della trasmissione all'altro. Può essere applicata da un dispositivo hardware tra l'utente e l'host o da software in esecuzione sul computer host.
La crittografia precede la fase di trasmissione e instradamento dello strato e supera potenziali difetti negli strati inferiori. Nel caso in cui uno strato inferiore dovesse fallire nel mantenimento della sicurezza e dovesse rendere noti i dati ricevuti, la riservatezza di questi non sarebbe comunque compromessa. 
Quando si utilizza la crittografia end-to-end i messaggi inviati attraverso diversi host sono protetti, i dati contenuti nel messaggio sono cifrati e allo stesso modo lo è anche il messaggio durante il transito (in pratica: è cifrato sia il contenuto che la transazione). Di conseguenza anche quando un messaggio deve passare attraverso nodi potenzialmente insicuri, esso è comunque protetto dalla divulgazione durante il suo transito.
Con la crittografia end-to-end, restano visibili e in chiaro i contatti (mittente e destinatari della comunicazione) e alcuni tipi di messaggio che necessariamente transitano attraverso i server.
Da notare che una comunicazione dotata di cifratura end-to-end non comporta automaticamente che anche il relativo eventuale backup lo sia.